# Edvin Loach
Edvin Loach est un village anglais situé dans le Herefordshire.
L'ancienne église d'Edvin Loach, dédiée à St-Giles, a été construite à partir du milieu du XIe siècle avec les remblais d'un château normand. Elle est ensuite dédiée à Ste-Mary avant de progressivement se délabrer. 
Une nouvelle église Ste-Mary, conçue par l'architecte victorien Sir George Gilbert Scott en 1860, se dresse à côté des ruines de l'ancienne église dans un style architectural Early English pour une église du XIXe siècle.